# Michiel Huisman
Michiel Huisman (Amstelveen, 18 de julio de 1981) es un actor y músico neerlandés. Es más conocido por haber interpretado a Hugo Biesterveld en De co-assistent, a Sonny en la serie Treme y también por dar vida a Daario Naharis en la popular serie Game of Thrones.

## Biografía
Huisman nació el 18 de julio de 1981 en Amstelveen, cerca de Ámsterdam, Países Bajos. 
En febrero de 2008 se casó con la actriz neerlandesa Tara Elders, con quien tuvo una hija, Hazel Judith Huisman, el 9 de junio de 2007.

## Carrera
Entre 1999 y 2002 apareció como invitado en las tres primeras temporadas de la serie Spangen, donde dio vida a Pelle.
En 2001 se unió al elenco principal de la primera temporada de Costa! donde interpretó a Bart. El personaje de Bart fue interpretado por el actor Sander Foppele durante la segunda temporada.En 2003 interpretó al actor Max, el novio de Phileine (Kim van Kooten), en la película Phileine zegt sorry.En 2006 interpretó al marinero Rob, un joven que ayuda a Rachel Stein en la película Zwartboek.En 2007 se unió al elenco principal de la serie De co-assistent donde interpretó a Hugo Biesterveld, hasta el final en 2010.En 2009 apareció en la película The Young Victoria donde dio vida al príncipe Ernest of Saxe-Coburg and Gotha.
En 2010 apareció como personaje recurrente en la primera temporada de la serie holandesa Bloedverwanten donde interpretó a Martijn Zwager, el medio hermano de Antje Zwager (Sylvia Hoeks).Ese mismo año se unió al elenco de la serie Treme donde dio vida a Sonny, un músico de Ámsterdam, hasta el final en 2013.En 2012 se unió al elenco recurrente de la serie Nashville donde interpretó al productor musical Liam McGuinnis, hasta 2014.En 2013 dio vida a Ellis, un ranger del ejército de los Estados Unidos estacionado en Camp Humphreys en Corea del Sur, en la película Guerra mundial Z.En 2014 apareció en el comercial para la televisión "You're the One That I Want" de Chanel No. 5.En 2014 y 2015 apareció como invitado en varios episodios de la segunda y tercera temporada de la serie Orphan Black, donde interpretó a Cal Morrison, un exinterés amoroso de Sarah Manning y padre de Kira Manning.También apareció en la película Wild como Jonathan, un hombre con quien Cheryl Strayed (Reese Witherspoon) se acuesta luego de conocerlo brevemente en Ashland (Oregón).Ese mismo año se unió al elenco principal de la cuarta temporada de la popular serie Game of Thrones donde interpreta al capitán Daario Naharis. El papel interpretado brevemente por el actor Ed Skrein en tres episodios de la tercera temporada.En 2015 apareció en la película The Age of Adaline donde interpretó a Ellis Jones, un joven que conoce a Adaline Bowman (Blake Lively) de quien se enamora.En 2016 apareció en la película 2:22, interpretando a Dylan Branson, un controlador de tráfico aéreo en Nueva York.Ese mismo año se unió al elenco de la miniserie Harley and the Davidsons donde interpretó al famoso Walter Davidson, el presidente y uno de los encargados de la creación de la famosa y exitosa fábrica de motos Harley-Davidson.En marzo del 2017 se anunció que se había unido al elenco de la película The Guernsey.En 2019 formó parte del elenco principal de la miniserie The Haunting of Hill House, de Mike Flannagan,

## Música
Michiel fue miembro de la banda holandesa Fontane, conformada también por Roland van der Hoofd, Gilles Tuinder y Bas van Geldere. El grupo hizo música para las películas holandesas Costa! y Full Moon Party. Más tarde la banda decidió separarse y Michiel decidió iniciar una carrera como solista.
En 2005 lanzó su álbum debut como solista titulado Luchtige Verhalen en holandés.

## Filmografía

### Cine
| Year | Title                                             | Role                     | Ref. |
| ---- | ------------------------------------------------- | ------------------------ | ---- |
| 2001 | Costa!                                            | Bart                     |      |
| 2002 | Exit (Cortometraje)                               | Renate amigo             |      |
| 2002 | Full Moon Party                                   | Bobbie                   |      |
| 2003 | Phileine Says Sorry                               | Max                      |      |
| 2004 | Floris                                            | Floris                   |      |
| 2005 | Johan                                             | Johan Dros               |      |
| 2006 | Zwartboek                                         | Rob                      |      |
| 2007 | Funny Dewdrop (Cortometraje)                      | Orpheus                  |      |
| 2009 | Unmade Beds                                       | X Ray Man                |      |
| 2009 | The Young Victoria                                | Principe Ernesto         |      |
| 2009 | Winterland                                        | Francis Young            |      |
| 2010 | First Mission                                     | Wout                     |      |
| 2013 | World War Z                                       | Ellis                    |      |
| 2013 | The Woman in the Dress (Cortometraje)             | Tom                      |      |
| 2014 | Wild                                              | Jonathan                 |      |
| 2015 | The Invitation                                    | David                    |      |
| 2015 | The Age of Adaline                                | Ellis Jones              |      |
| 2017 | The Ottoman Lieutenant                            | İsmail Veli              |      |
| 2017 | 2:22                                              | Dylan Branson            |      |
| 2017 | Indian Horse                                      | Padre Gaston Leboutilier |      |
| 2018 | Irreplaceable You                                 | Sam                      |      |
| 2018 | The Guernsey Literary and Potato Peel Pie Society | Dawsey Adams             |      |
| 2018 | State Like Sleep                                  | Stefan Delvoe            |      |
| 2019 | The Red Sea Diving Resort                         | Jacob "Jake" Wolf        |      |
| 2019 | The Other Lamb                                    | Shepherd                 |      |
| 2019 | The Last Right                                    | Daniel Murphy            |      |
| 2021 | Kate                                              | Stephen                  |      |
| 2021 | A Boy Called Christmas                            | Joel                     |      |
| 2023 | Rebel Moon - Part 1: A Child of Fire              | Gunnar                   | Ref. |
| 2024 | Rebel Moon – Part Two: The Scargiver              | Gunnar                   |      |

### Series
| Año               | Título                       | Personaje             | Notas                                      | Ref. |
| ----------------- | ---------------------------- | --------------------- | ------------------------------------------ | ---- |
| 2022-2023         | Echo 3                       | Prince                | 10 episodios                               | Ref. |
| 2020              | The Flight Attendant         | Alex Sokolov          | 8 episodios                                |      |
| 2018              | The Haunting of Hill House   | Steven Crain          | 10 episodios                               |      |
| 2014 - 2016       | Game of Thrones              | Daario Naharis        | 18 episodios                               |      |
| 2016              | Harley and the Davidsons     | Walter Davidson       | 3 episodios - miniserie                    | Ref. |
| 2014 - 2015       | Orphan Black                 | Cal Morrison          | 6 episodios                                |      |
| 2012 - 2014       | Nashville                    | Liam McGuinnis        | 13 episodios                               |      |
| 2010 - 2013       | Treme                        | Sonny                 | 35 episodios                               | Ref. |
| 2010              | Bloedverwanten               | Martijn Zwager        | 12 episodios                               |      |
| 2007 - 2010       | De co-assistent              | Hugo Biesterveld      | 41 episodios                               |      |
| 2006              | 't Schaep Met De 5 Pooten    | Freddy                | Episodio "Het zal je kind maar wezen!"     |      |
| 2006              | Dalziel and Pascoe           | Mochilero             | Episodio "Wrong Place, Wrong Time: Part 1" |      |
| 2005              | Meiden van de Wit            | Boudewijn Peuts       | 9 episodios                                |      |
| 1999, 2001 - 2002 | Spangen                      | Pelle                 | 4 episodios                                |      |
| 2001              | Costa!                       | Bart                  | 10 episodios                               |      |
| 2001              | Dok 12                       | Frederik van Kemenade | Episodio "Geen lijk, geen dader"           |      |
| 1998              | Kees & Co.                   | Loopjongen            | Episodio "Sonja's trouwdag"                |      |
| 1995              | Voor hete vuren              | -                     | Episodio "Prettige feestdagen"             |      |
| 1990              | Goede tijden, slechte tijden | Rover                 | -                                          |      |

### Otros
| Año  | Título              | Personaje | Notas                                                   |
| ---- | ------------------- | --------- | ------------------------------------------------------- |
| 2008 | Horton Hears a Who! | Horton    | Prestó su voz para el personaje en la versión holandesa |
| 2007 | Ratatouille         | Linguini  | Prestó su voz para el personaje en la versión holandesa |

## Premios y nominaciones
| Año  | Categoría                  | Premio                        | Trabajo             | Resultado |
| ---- | -------------------------- | ----------------------------- | ------------------- | --------- |
| 2005 | Favorite Actor             | Dutch Filmstar Election Award | -                   | Ganó      |
| 2004 | Favorite Actor (2.º lugar) | Dutch Filmstar Election Award | -                   | Ganó      |
| 2003 | Best Actor                 | Golden Calf Award             | Phileine zegt sorry | Nominado  |